# Metropolia di Alessandropoli

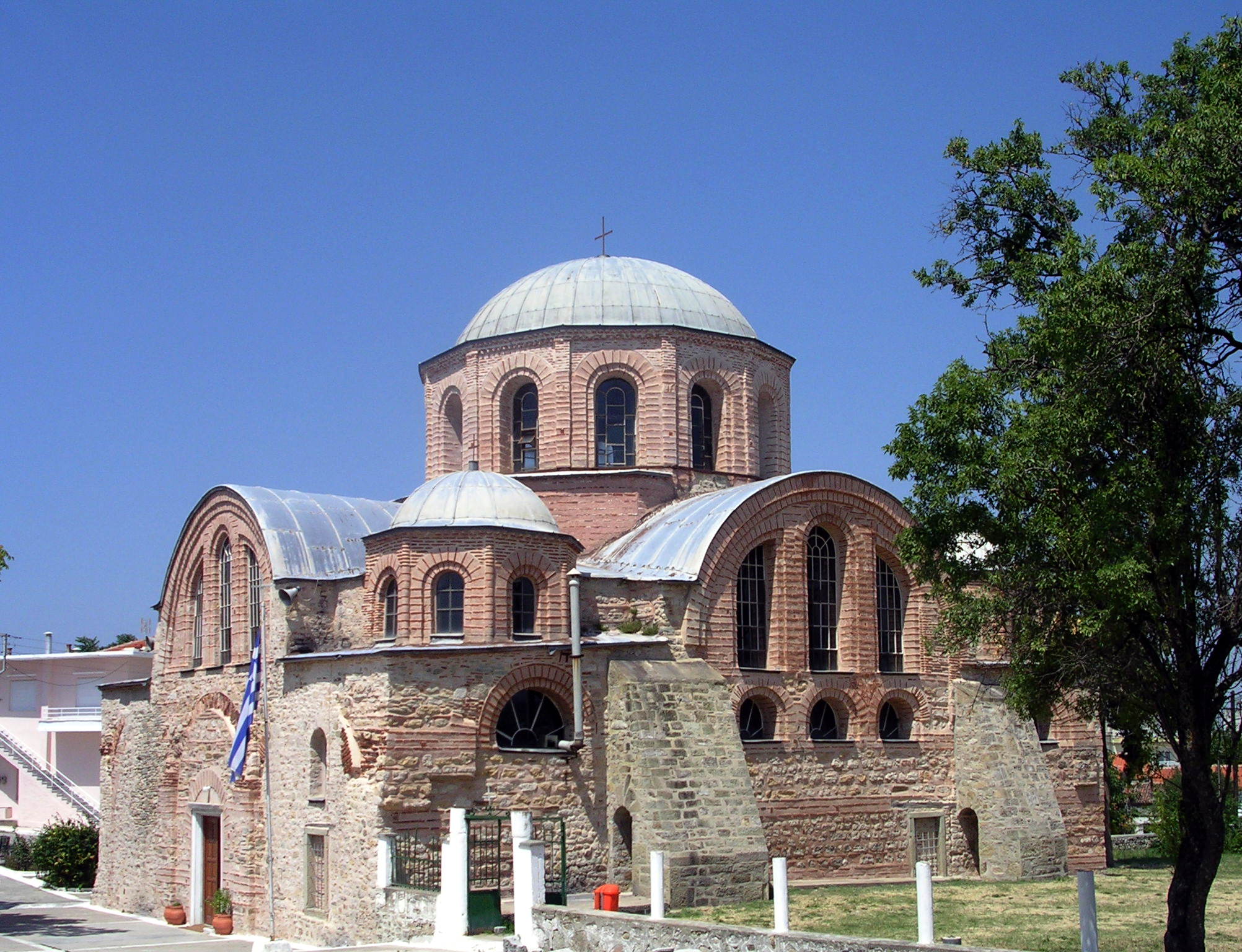
La chiesa della Panagía Kosmosótira di Feres, costruita a metà dell'XI secolo.

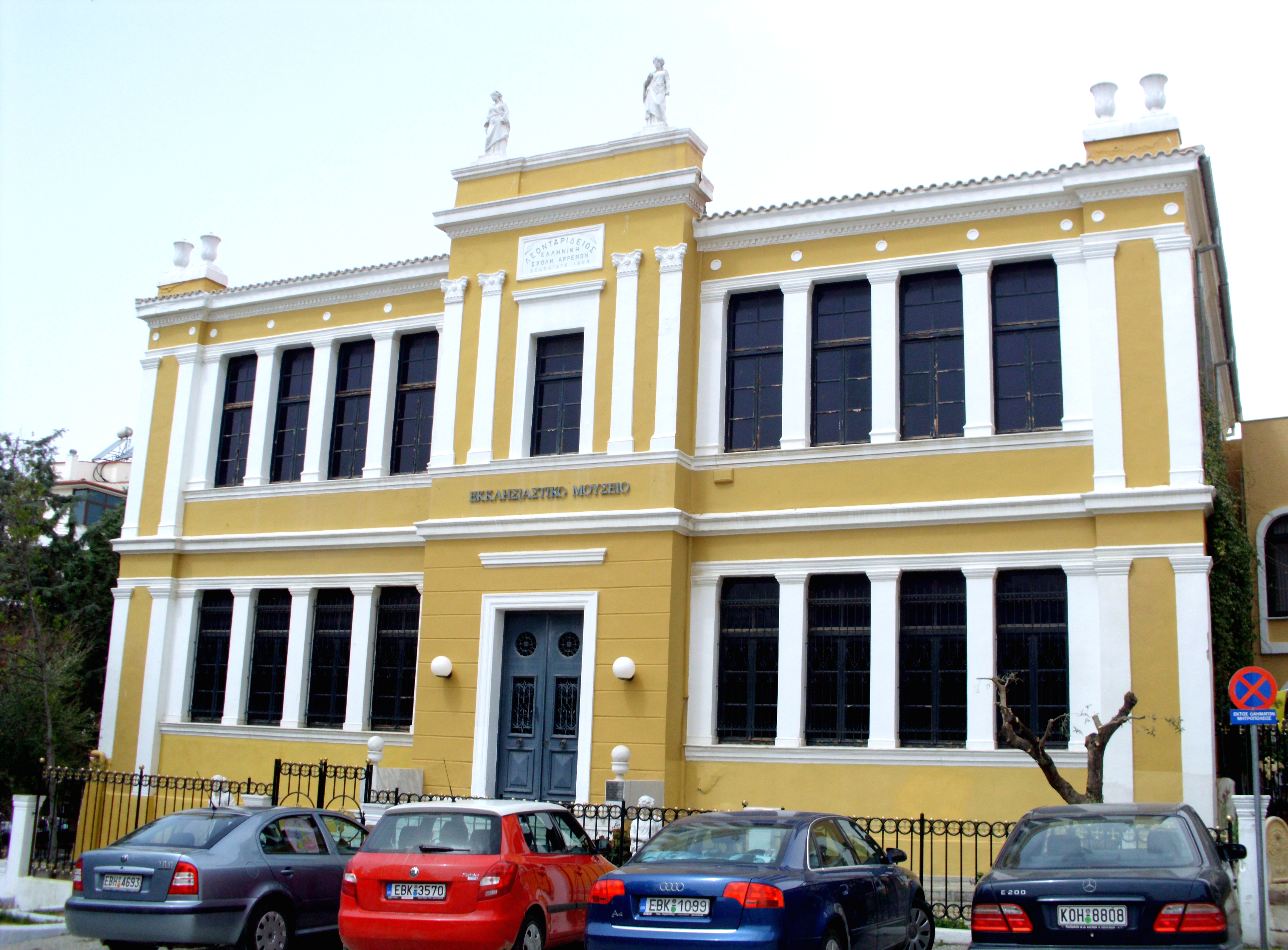
La sede del museo ecclesiastico di Alessandropoli.

La metropolia di Alessandropoli (in greco: Ιερά Μητρόπολις Αλεξανδρουπόλεως; Ierá Mitrópolīs Alexandroupoleos) è una diocesi del patriarcato ecumenico di Costantinopoli, pastoralmente affidata alla Chiesa di Grecia, con sede a Alessandropoli, nella Macedonia orientale e Tracia, dove si trova la cattedrale di San Nicola.
Dal 9 ottobre 2004 il metropolita è Antimo Koukouridis.

## Territorio
La metropolia si trova nell'estrema parte orientale della Grecia, al confine con la Turchia, e comprende la parte meridionale dell'unità periferica di Evros e l'isola di Samotracia.
Sede del metropolita è la città di Alessandropoli, dove si trova la cattedrale di San Nicola.
Sul territorio della metropolia insistono tre monasteri ortodossi: il monastero femminile della Dormizione (Panaghia Evros) a Makri, e due monasteri maschili di San Giovanni il Teologo a Aetochóri e di Sant'Atanasio sull'isola di Samotracia.
Dal punto di vista canonico, la metropolia fa parte del patriarcato ecumenico di Costantinopoli. Tuttavia, trovandosi in territorio greco, la gestione pastorale è affidata alle cure dell'arcivescovo di Atene e della Chiesa di Grecia.

## Storia
La metropolia sorge nel 1922 in seguito alla definizione dei confini tra la Grecia e la parte europea della Turchia lungo il fiume Evros. Questò determinò la divisione della metropolia di Eno tra i due stati. Il 17 novembre 1922 il Santo Sinodo del patriarcato di Costantinopoli eresse nei territori greci della metropolia di Eno una nuova metropolia, con sede a Alessandropoli. Lo stesso giorno fu eletto il primo metropolita, Gervasio Sarasites, a cui spettò il compito di organizzare la nuova diocesi e di erigere nuove parrocchie, che dettero ospitalità ai numerosi greci che fuggivano dalla Turchia verso la Grecia.

## Cronotassi
- Gervasio Sarasites † (17 novembre 1922 - 31 maggio 1934 deceduto)
- Gioacchino Kaviris † (5 giugno 1934 - 24 gennaio 1967 deceduto)
- Costanzo Chronis † (8 giugno 1967 - 13 luglio 1974 deposto)
- Antimo Roussas (14 luglio 1974 - 26 aprile 2004 eletto metropolita di Salonicco)
- Antimo Koukouridis, dal 9 ottobre 2004